# 伊藤俊幸
伊藤 俊幸（いとう としゆき、1958年3月11日 - ）は、日本の海上自衛官。最終階級は海将。金沢工業大学KIT虎ノ門大学院教授。株式会社Ubicomホールディングス 社外取締役。株式会社広島トヨタ 社外取締役。株式会社FRONTEO 戦略アドバイザー。

## 来歴
愛知県名古屋市出身。愛知県立熱田高等学校、防衛大学校機械工学科卒業（第25期）。筑波大学大学院修士課程修了、修士（地域研究）。
はやしお艦長、在アメリカ合衆国日本国大使館防衛駐在官、統合幕僚学校長を経て、呉地方総監。2015年8月、退官。2016年より、金沢工業大学教授。現在は、株式会社Ubicomホールディングス 社外取締役、株式会社広島トヨタ 社外取締役、株式会社FRONTEO 戦略アドバイザーにも就任。

### えひめ丸事故ん
1999年から防衛駐在官としてアメリカに勤務しており、在任中の2001年にハワイ州オアフ島沖にて愛媛県立宇和島水産高等学校の実習船がアメリカ海軍原子力潜水艦と衝突したえひめ丸事故を対応。捜索打ち切りに傾く米海軍に日本人の遺体に関する考えを説くなど交渉に当たった。

## 著書
- 「リーダーシップは誰でも身に付けられる―海上自衛隊が実践する、米海軍式の最強リーダーシップ論」（アルファポリス、2018年4月1日)[5]
- 「防衛シミュレーション! 自衛隊vs統一朝鮮」(宝島社、2020年2月7日)
- 「陸・海・空 軍人によるウクライナ侵攻分析 - 日本の未来のために必要なこと -」(ワニブックス、2022年7月24日)
- 「陸・海・空 究極のブリーフィング - 宇露戦争、台湾、ウサデン、防衛費、安全保障の行方 -」(ワニブックス、2022年12月20日)
- 「参謀の教科書　才能はいらない。あなたにもできる会社も上司も動かす仕事術」(双葉社、2023年4月19日)
- 「陸将、海将と振り返る 昭和の大戦 - クリティカルシンキング -」(ワニブックス、2025年5月20日)

## 所属学会
- 国際安全保障学会
- 日本安全保障・危機管理学会[6]

## メディア出演
ラジオ
- おはよう寺ちゃん（文化放送）金曜日週替わりコメンテーター

インターネットテレビ
- 桜林美佐の国防ニュース最前線（チャンネルくらら）コメンテーター